# Gastrophanella phoeniciensis
Gastrophanella phoeniciensis is een sponssoort in de taxonomische indeling van de gewone sponzen (Demospongiae). Het lichaam van de spons bestaat uit kiezelnaalden en sponginevezels, en is in staat om veel water op te nemen. 
De spons behoort tot het geslacht Gastrophanella en behoort tot de familie Siphonidiidae. De wetenschappelijke naam van de soort werd voor het eerst geldig gepubliceerd in 2004 door Perez, Vacelet, Bitar & Zibrowius.